# Morgane Polanski
Morgane Polanski (Paris, 20 de janeiro de 1993) é uma atriz francesa. Ela é a filha de Roman Polanski e Emmanuelle Seigner.

## Filmografia

### Cinema
| Ano  | Título              | Papel                    | Nota |
| ---- | ------------------- | ------------------------ | ---- |
| 2002 | O Pianista          | Garota                   |      |
| 2005 | Oliver Twist        | Filha do fazendeiro      |      |
| 2005 | Backstage           | O ventilador em lágrimas |      |
| 2010 | O Escritor Fantasma | Recepcionista do hotel   |      |
| 2015 | Unhallowed Ground   | Sophie Dunant            |      |

### Televisão
| Ano           | Título  | Papel           | Nota |
| ------------- | ------- | --------------- | ---- |
| 2015-presente | Vikings | Princesa Gisela |      |